# Megan Hamer-Evans
Megan Hamer-Evans (2 de abril de 1999) es una deportista británica que compite en piragüismo en la modalidad de eslalon. Ganó una medalla de plata en el Campeonato Europeo de Piragüismo en Eslalon de 2022, en la prueba de K1 por equipos.

## Palmarés internacional
| Campeonato Europeo | Campeonato Europeo             | Campeonato Europeo | Campeonato Europeo |
| Año                | Lugar                          | Medalla            | Competición        |
| ------------------ | ------------------------------ | ------------------ | ------------------ |
| 2022               | Liptovský Mikuláš (Eslovaquia) | Medalla de plata   | K1 por equipos     |